# Moleta de les Banyes
La Moleta de les Banyes és una muntanya de 737 metres que es troba al municipi de Mas de Barberans, a la comarca catalana del Montsià.